# Алексеевка (Чамзинский район)
Алексе́евка — посёлок, центр сельской администрации в Чамзинском районе.

## Название
Название-антропоним: в «Атемарской десятне 1669—1670 года» сообщается, что С. Ф. Алексеев за солдатскую службу получил земельную дачу и основал здесь населённый пункт.

## География
Расположен на р. Нуе, в 8 км от районного центра и 3 км от железнодорожной станции Нуя.

## История
В «Списке населённых мест Симбирской губернии» (1863) Алексеевка — деревня владельческая из 60 дворов Ардатовского уезда.
По сведениям 1913 года, в Алексеевке было 87 дворов (591 чел.), население занималось земледелием, животноводством, ремёслами.
Вблизи села в 1940-е годы разведаны залежи мергельно-меловых пород (сырьё для производства цемента), и с 1946 года ведётся их разработка (см. Алексеевское месторождение цементного сырья, Алексеевский комбинат асбоцементных изделий).
В Алексеевке был создан совхоз «Чамзинский» по выращиванию и откорму свиней, затем доращиванию крупного рогатого скота. В 1998 году был передан в аренду ОАО «Мордовцемент».

## Население
| 1913 | 2001 | 2002 | 2010 |
| ---- | ---- | ---- | ---- |
| 591  | ↘422 | ↗451 | ↘410 |

Население 422 чел. (2001), преимущественно русские.

## Инфраструктура
Средняя школа, Дом культуры, библиотека, медпункт, отделение связи, магазин. Посёлок газифицирован.

## Достопримечательности
Возле него ООПТ — Алексеевский родник.